# Le Ravi

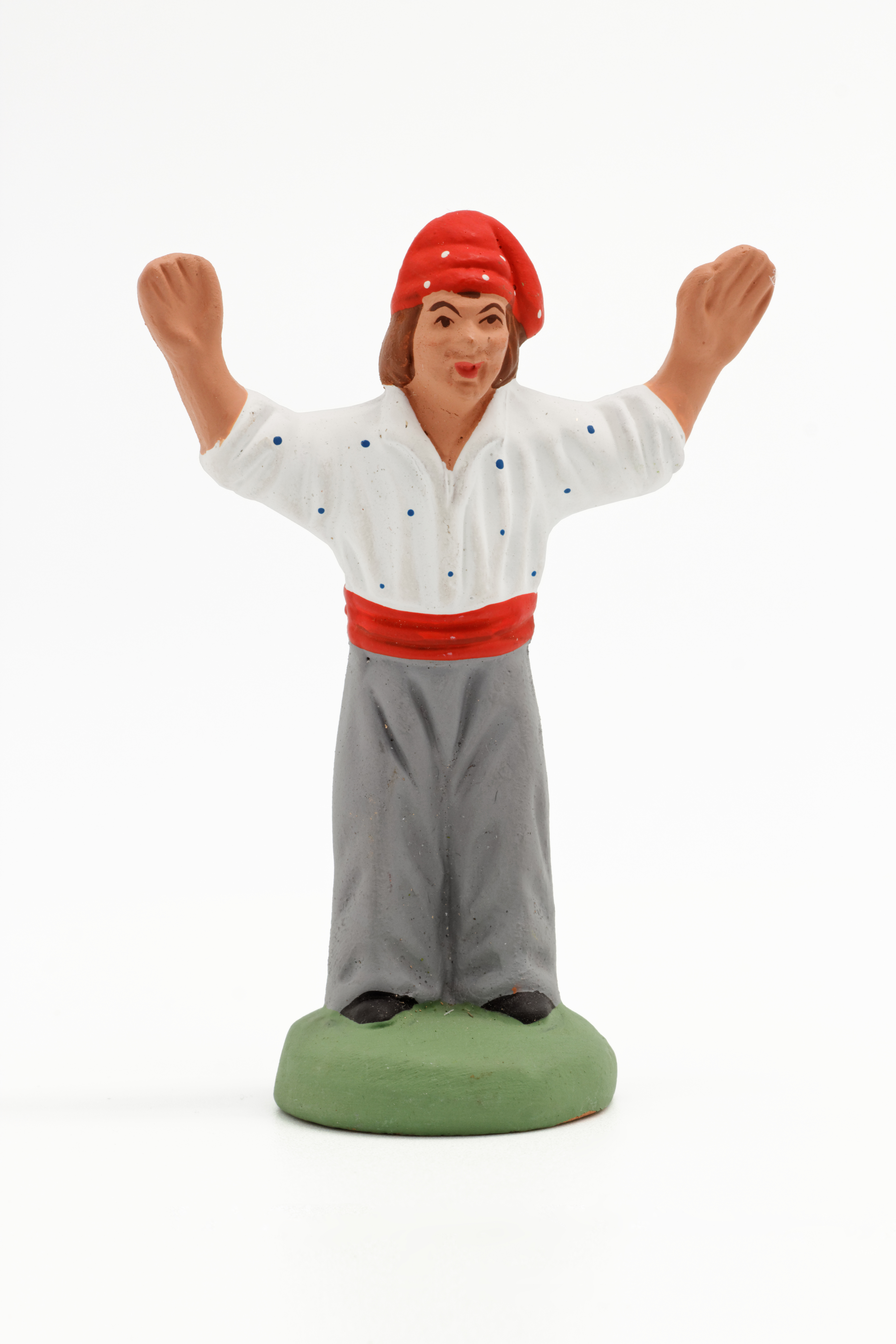
Le ravi

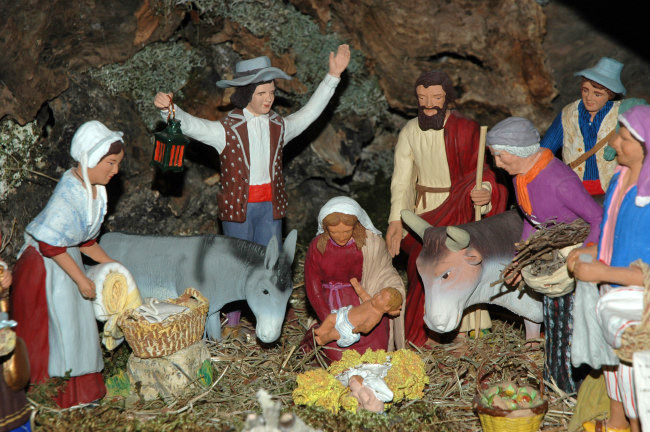
Lou Ravi devant la crèche

Pour les articles homonymes, voir Ravi.
 (janvier 2024).
Si vous disposez d'ouvrages ou d'articles de référence ou si vous connaissez des sites web de qualité traitant du thème abordé ici, merci de compléter l'article en donnant les références utiles à sa vérifiabilité et en les liant à la section « Notes et références ».
Le Ravi ou Lou Ravi est un santon de la crèche de Noël provençale.

## Description
Le Ravi lève les bras au ciel en signe d'émerveillement devant le miracle de la  nativité selon un langage corporel bien connu des méditerranéens, proche de l'extase religieuse.
Il est habillé modestement, parfois maladroitement, et il est souvent figuré avec un bonnet sur la tête. Naïf, voire simple d'esprit, il prête à rire avec ses bras en l'air et sa tête étonnée.
Dans le village, il s'occupe de menus travaux (à l'intérieur du mas ou dans les champs).

## Personnages similaires
Il peut  s'associer à la « ravida » (la femme ravie) et à l'étonné (valet représenté penché à la fenêtre du mas) dans le même état de ravissement que le ravi. Pour les puristes, seul le ravi est indispensable dans toute crèche provençale.

## Dans la culture
- Simplet, l'un des sept nains de Blanche-Neige, présente des similitudes avec le Ravi[réf. nécessaire].

- Le Ravi, téléfilm de Maurice Failevic (1985).

- Le Ravi, journal satirique régional de Provence-Alpes-Côte d'Azur.

- Il est à l'origine de la locution nominale ravi de la crèche, qui désigne un personnage naïf, qui s'émerveille de peu.